# Rob Ford Stadium
Le Rob Ford Stadium, anciennement nommé Centennial Park Stadium est un stade de 2 200 places situé dans la ville de Etobicoke (Ontario) au Canada. Il est utilisé pour la pratique du soccer, du football canadien, du kabaddi et de l'athlétisme.
Il est situé à l'intérieur du Centennial Park (en), un parc régional public au sud de l'Aéroport international Pearson de Toronto. Le stade construit et inauguré en 1975 a accueilli des épreuves des Jeux paralympiques d'été de 1976 ainsi que la cérémonie de clôture.
Il est principalement, le stade résident des clubs de soccer des Serbian White Eagles et de l'Ukraine United FC, tous deux évoluant dans la Ligue canadienne de soccer (CSL). Le Toronto Supra Portuguese, également club de la CSL a joué dans ce stade durant les années 2001 à 2007.
Le stade a été officiellement rebaptisé le 28 mai 2024 en hommage à l'ancien maire de Toronto Rob Ford.